# El Tejocote (östra Maravatío kommun)
El Tejocote är en ort i Mexiko.   Den ligger i kommunen Maravatío och delstaten Michoacán de Ocampo, i den sydöstra delen av landet, 130 km väster om huvudstaden Mexico City. El Tejocote ligger 2 220 meter över havet och antalet invånare är 360.
Terrängen runt El Tejocote är huvudsakligen kuperad, men åt nordost är den platt. Runt El Tejocote är det ganska tätbefolkat, med 96 invånare per kvadratkilometer. Närmaste större samhälle är Maravatío, 15,2 km väster om El Tejocote. I omgivningarna runt El Tejocote växer huvudsakligen savannskog.